# Danh sách tập phim Jigoku Shōjo

## Tập phim
| #  | Tựa đề                                                                           | Ngày phát sóng ở Nhật |
| -- | -------------------------------------------------------------------------------- | --------------------- |
|    |                                                                                  |                       |
| 1  | "From Beyond the Twilight" "Yūyami no Kanata Yori" (夕闇の彼方より)              | 4 tháng 10 năm 2005   |
| 2  | "The Possessed Girl" "Miirareta Shōjo" (魅入られた少女)                          | 11 tháng 10 năm 2005  |
| 3  | "The Tarnished Mound" "Yogoreta Maundo" (汚れたマウンド)                         | 18 tháng 10 năm 2005  |
| 4  | "Silent Cries" "Kikoenu Sakebigoe" (聞こえぬ叫び声)                              | 25 tháng 10 năm 2005  |
| 5  | "The Woman in the Tall Tower" "Takai Tō no Onna" (高い塔の女)                    | 01 tháng 11 năm 2005  |
| 6  | "Early Afternoon Window" "Hirusagari no Mado" (昼下がりの窓)                     | 08 tháng 11 năm 2005  |
| 7  | "Cracked Mask" "Hibiwareta Kamen" (ひびわれた仮面)                               | 15 tháng 11 năm 2005  |
| 8  | "Silent Friendship" "Seijaku no Majiwari" (静寂の交わり)                         | 22 tháng 11 năm 2005  |
| 9  | "Sweet Trap" "Amai Wana" (甘い罠)                                                | 29 tháng 11 năm 2005  |
| 10 | "Friends" "Tomodachi" (トモダチ)                                                 | 06 tháng 12 năm 2005  |
| 11 | "Broken Threads" "Chigireta Ito" (千切れた糸)                                    | 13 tháng 12 năm 2005  |
| 12 | "Spilled Bits" "Koboreta Kakeratachi" (零れたカケラ達)                           | 20 tháng 12 năm 2005  |
| 13 | "Purgatory Girl" "Rengoku Shōjo" (煉獄少女)                                      | 27 tháng 12 năm 2005  |
| 14 | "Beyond the Dead End" "Fukurokōji no Mukō" (袋小路の向こう)                      | 03 tháng 01, 2006     |
| 15 | "Island Woman" "Shima no Onna" (島の女)                                          | 17 tháng 01, 2006     |
| 16 | "A Night Among Travelling Entertainers" "Tabigeinin no Yoru" (旅芸人の夜)        | 24 tháng 01, 2006     |
| 17 | "Glass Scenery" "Garasu no Fūkei" (硝子ノ風景)                                   | 31 tháng 01, 2006     |
| 18 | "Bound Girl" "Shibarareta Shōjo" (縛られた少女)                                  | 07 tháng 02, 2006     |
| 19 | "Bride Doll" "Hanayome Ningyō" (花嫁人形)                                        | 14 tháng 02, 2006     |
| 20 | "Hell Girl vs. Hell Boy" "Jigoku Shōjo tai Jigoku Shōnen" (地獄少女 対 地獄少年) | 21 tháng 02, 2006     |
| 21 | "The Kind Neighbour" "Yasashii Rinjin" (優しい隣人)                              | 28 tháng 02, 2006     |
| 22 | "Rain of Remorse" "Kaikon no Ame" (悔恨の雨)                                     | 07 tháng 03, 2006     |
| 23 | "The Light of the Hospital Ward" "Byōtō no Hikari" (病棟の光)                    | 14 tháng 03, 2006     |
| 24 | "Village in the Twilight" "Yūgure no Sato" (夕暮れの里)                          | 21 tháng 03, 2006     |
| 25 | "Hell Girl" "Jigoku Shōjo" (地獄少女)                                            | 28 tháng 03, 2006     |
| 26 | "The Ephemeral" "Karinui" (かりぬい)                                             | 04 tháng 04, 2006     |

## Ca khúc trong phim

Từ trái sang:Hone, Ren, Wanuyudo và Ai trên bìa album nhạc Jigoku Shoujo

Ca khúc mở đầu[http://www.youtube.com/watch?v=tFuIIOzeRJo%7CSakasama+no+Chō+(逆さまの蝶,+Sakasama+no+Chō+lit.+The+Reserved+Butterfly)](Chú bướm nhút nhát)
- Lời ca khúc: SNoW, Hideaki Yamano
- Sáng tác: SNoW, Asanjō Shindō
- Biên soạn: Asanjō Shindō, Ken'ichi Fujita
- Thể hiện bởi: SNoW

Ca khúc kết thúc[http://www.youtube.com/watch?v=D1afcYp3lEgKarinui+(かりぬい,+Karinui+lit.+Basting)](Rót nến)
- Lời ca khúc: Hitomi Mieno
- Sáng tác và Biên soạn: Masara Nishida
- Thể hiện bởi: Mamiko Noto

## Tập phim
| #  | Tựa đề                                                                                | Ngày phát sóng ở Nhật |
| -- | ------------------------------------------------------------------------------------- | --------------------- |
|    |                                                                                       |                       |
| 1  | "The Girl Lost In the Darkness" "Yami no Naka no Shōjo" (闇の中の少女)                | 07 tháng 10 năm 2006  |
| 2  | "Bubbles Under the Surface" "Utakata" (うたかた)                                      | 14 tháng 10 năm 2006  |
| 3  | "Beloved Kei-chan" "Itoshi no Kei-chan" (愛しのけいちゃん)                            | 21 tháng 10 năm 2006  |
| 4  | "Secret" "Himitsu" (秘密)                                                             | 27 tháng 10 năm 2006  |
| 5  | "Rampage to Hell" "Jigoku e no Bōsō" (地獄への暴走)                                   | 04 tháng 11 năm 2006  |
| 6  | "The Place Where the Sun Hits" "Hi no Ataru Basho" (陽のあたる場所)                   | 11 tháng 11 năm 2006  |
| 7  | "Bonds" "Kizuna" (絆)                                                                 | 18 tháng 11 năm 2006  |
| 8  | "Fake Hell Correspondence" "Nise Jigoku Tsūshin" (偽地獄通信)                         | 25 tháng 11 năm 2006  |
| 9  | "Elder Brother, Younger Sister" "Ani Imōto" (あにいもうと)                            | 02 tháng 12 năm 2006  |
| 10 | "Anna Sone's Wet Holiday" "Sone Anna no Nureta Kyūjitsu" (曽根アンナの濡れた休日)     | 09 tháng 12 năm 2006  |
| 11 | "The Distant Adjacent Room" "Tōi Rinshitsu" (遠い隣室)                                | 16 tháng 12 năm 2006  |
| 12 | "Black Furrow" "Kuro no Wadachi" (黒の轍)                                             | 23 tháng 12 năm 2006  |
| 13 | "Tragedy of V" "V no Sangeki" (Vの惨劇)                                               | 06 tháng 01, 2007     |
| 14 | "The Calm Lake Shore" "Shizuka na Kohan" (静かな湖畔)                                 | 13 tháng 01, 2007     |
| 15 | "For This Country" "Kono Kuni no Tame ni" (この国のために)                            | 20 tháng 01, 2007     |
| 16 | "Aspirations of a Wicked Woman" "Akujo Shigan" (悪女志願)                             | 27 tháng 01, 2007     |
| 17 | "Gaze of Silence" "Chinmoku no Manazashi" (沈黙のまなざし)                            | 03 tháng 02, 2007     |
| 18 | "That Person's Memories" "Ano Hito no Kioku" (あのひとの記憶)                         | 10 tháng 02, 2007     |
| 19 | "Steam Hell, Inn on a Journey" "Yukemuri Jigoku, Tabi no Yado" (湯けむり地獄、旅の宿) | 17 tháng 02, 2007     |
| 20 | "A Maiden's Album" "Otome no Arubamu" (乙女のアルバム)                                | 24 tháng 02, 2007     |
| 21 | "Soft Paper Balloon" "Kamifūsen Fuwari" (紙風船ふわり)                                | 03 tháng 03, 2007     |
| 22 | "Longing" "Dōkei" (憧憬)                                                              | 10 tháng 03, 2007     |
| 23 | "Distrust" "Fushin" (不信)                                                            | 17 tháng 03, 2007     |
| 24 | "Chain" "Rensa" (連鎖)                                                                | 24 tháng 03, 2007     |
| 25 | "Wandering" "Hōkō" (彷徨)                                                             | 31 tháng 03, 2007     |
| 26 | "Indigo Dye" "Aizome" (あいぞめ)                                                      | 07 tháng 04, 2007     |

## Các ca khúc trong phim
Ca khúc mở đầuNightmare(Cơn ác mộng)
- Lời ca khúc: Hideaki Yamano
- Sáng tác: SNoW, Asanjō Shindō
- Thể hiện bởi: SNoW

Ca khúc kết thúc[http://youtube.com/watch?v=1U3I-f7paWY%7CAizome+(かりぬい,+Aizome+lit.)](Nhuộm chàm)
- Lời ca khúc: Aa (savage genius)
- Sáng tác: Takumi (savage genius)
- Biên soạn: Masara Nishida
- Thể hiện bởi: Mamiko Noto

## Tập phim
| #  | Tựa đề                                                                                 | Ngày phát sóng ở Nhật |
| -- | -------------------------------------------------------------------------------------- | --------------------- |
|    |                                                                                        |                       |
| 1  | "The Girl Who Was Taken" "Ubawareta Shōjo" (奪われた少女)                              | 4 tháng 10 năm 2008   |
| 2  | "Caged Bird" "Kago no Tori" (籠ノ鳥)                                                   | 11 tháng 10 năm 2008  |
| 3  | "Rotten Fruit" "Kusatta Kajitsu" (腐った果実)                                          | 18 tháng 10 năm 2008  |
| 4  | "Elder Brother" "Aniki" (兄貴)                                                         | 25 tháng 10 năm 2008  |
| 5  | "Cicada Shell" "Utsusemi" (うつせみ)                                                   | 1 tháng 11 năm 2008   |
| 6  | "My Teacher" "Watashi no Sensei" (わたしのセンセイ)                                    | 8 tháng 11 năm 2008   |
| 7  | "Liar" "Usotsuki" (うそつき)                                                           | 15 tháng 11 năm 2008  |
| 8  | "Next Door" "Tonari" (隣)                                                              | 22 tháng 11 năm 2008  |
| 9  | "Lost Inari" "Hagure Inari" (はぐれ稲荷)                                               | 29 tháng 11 năm 2008  |
| 10 | "The Goldfish in the Mirror" "Kagami no Naka no Kingyo" (鏡の中の金魚)                 | 6 tháng 12 năm 2008   |
| 11 | "The Blotted Page" "Nijinda pēji" (滲んだ頁)                                           | 13 tháng 12 năm 2008  |
| 12 | "Mid-Summer Graph" "Manatsu no gurafu" (真夏のグラフ)                                  | 20 tháng 12 năm 2008  |
| 13 | "The Six-Script Lantern" "Rokumondōrō" (六文燈籠)                                      | 28 tháng 12 năm 2008  |
| 14 | "The Street Corner of Hatred" "Urami no machikado" (怨みの街角)                        | 10 tháng 1 năm 2009   |
| 15 | "Rabbit and Tortoise" "Usagi to kame" (兎と亀)                                         | 17 tháng 1 năm 2009   |
| 16 | "Trap of Temptation" "Yūwaku no wana" (誘惑の罠)                                       | 24 tháng 1 năm 2009   |
| 17 | "Inside the Straw" "Wara no naka" (藁の中)                                             | 31 tháng 1 năm 2009   |
| 18 | "Special Radio" "Supesharuredeio" (スペシャルレディオ)                                 | 7 tháng 2 năm 2009    |
| 19 | "Snow, Moon, Flowers" "Setsugekka" (雪月花)                                            | 14 tháng 2 năm 2009   |
| 20 | "Hell Professor vs. Hell Girl" "Jigoku Hakase tai Jigoku Shōjo" (地獄博士 対 地獄少女) | 21 tháng 2 năm 2009   |
| 21 | "The Back Front" "Ushiro no shōmen" (うしろの正面)                                     | 28 tháng 2 năm 2009   |
| 22 | "Flower and Moon" "Hana to tsuki" (華と月)                                             | 7 tháng 3 năm 2009    |
| 23 | "Twilight Hill" "Higure zaka" (日暮れ坂)                                               | 14 tháng 3 năm 2009   |
| 24 | "Mayfly" "Kagerō" (蜉蝣)                                                               | 21 tháng 3 năm 2009   |
| 25 | "Yuzuki" (ゆずき)                                                                      | 28 tháng 3 năm 2009   |
| 26 | "Tracks of the Soul" "Tamashii no kiseki" (魂の軌跡)                                   | 4 tháng 4 năm 2009    |

## Ca khúc trong phim
Ca khúc mở đầuTsukihana (月華 lit. Moon Flower)
- Lời ca khúc: Nana Kitade
- Sáng tác: Velvet Romica
- Thể hiện bởi: Nana Kitade

Ca khúc kết thúc[http://www.youtube.com/watch?v=21VlGN9IC2M%7CIchinuke+(いちぬけ,+Ichinuke+lit.+once+through)]
- Lời ca khúc: Hitomi Mieno
- Sáng tác: Asami Kousei
- Biên soạn: Yasutaka Mizushima
- Thể hiện bởi: Mamiko Noto
- Ngày ra mắt: Ngày 17 tháng 12 2008

- Enma Ai: Iwata Sayuri
- Ichimoku Ren: Katō Kazuki
- Onna Hone: Sugimoto Aya
- Wanyūdō: Ogura Hisahiro
- Bà của Ai: Matsushima Eriko
- Shibata Hajime: Nishimura Kazuhiko
- Shibata Tsugumi: Irie Saaya